# Ункосово (платформа)
Унко́сово — остановочный пункт Рязанского направления Московской железной дороги.  Бывшая станция. Расположен на окраине посёлка Авангард, назван по близлежащему селу Ункосово. Относится к Московско-Рязанскому региону МЖД.

## Пассажирское движение
Через остановочный пункт проходит по 5 электропоездов на Рязань и на Сасово.

## Пути и платформы
На станции 2 боковые низкие платформы. Турникетами не оборудованы.

## Фотографии

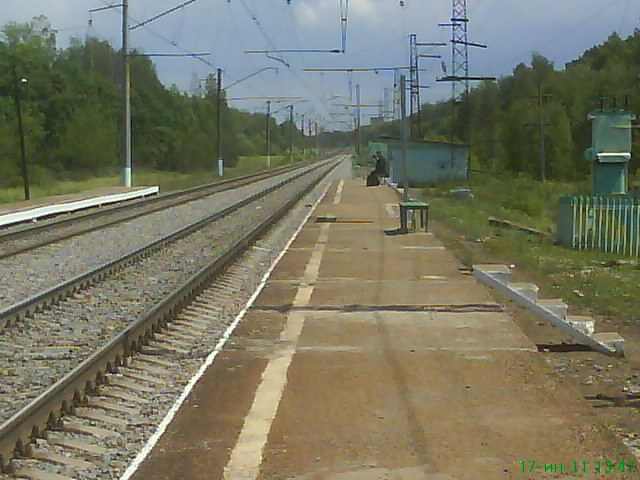
Вид в сторону станции Сасово
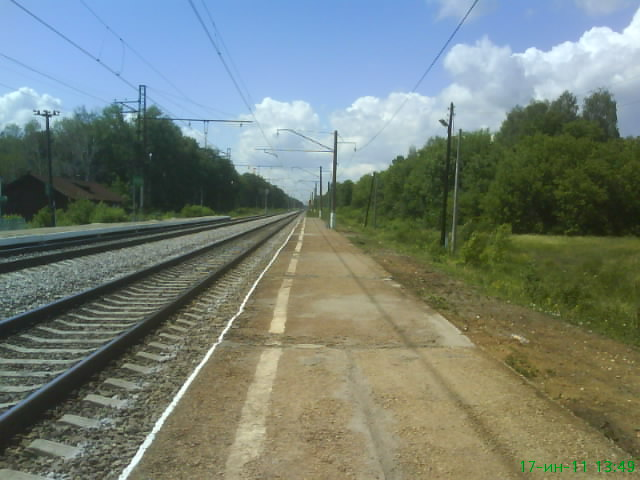
Вид в сторону станции Чучково